# Котова Тетяна Володимирівна
Тетяна Володимирівна Котова (рос. Татья́на Влади́мировна Ко́това; нар. 11 грудня 1976, Коканд, Узбецька РСР) — російська легкоатлетка, що спеціалізується на стрибках у довжину, дворазова бронзова призерка Олімпійських ігор (2000 та 2004 роки), чемпіонка Європи, призерка чемпіонатів світу та Європи. Заслужений майстер спорту Росії.

## Біографія
Тетяна Котова народилася 11 грудня 1976 року в місті узбецької РСР Коканд, а виросла у місті Істіклол (Таджицька РСР). Легкою атлетикою почала займатися у 1995 році, до того займаючись волейболом та баскетболом. Тренувалася у місті Барнаул, Західний Сибір.
У 1997 році вперше заявила про себе на молодіжному рівні, ставши чемпіонкою Європи серед молоді. А вже у 1999 році в кар'єрі стала чемпіонкою світу в приміщенні, але на чемпіонаті світу на відкритих стадіонах пройти кваліфікацію у фінал спортсменка не змогла. Представила Росію на Олімпійських іграх у Сіднеї. Там вона стрибнула 6.83 м, та посіла четверте місце. Дев'ять років потому, американську легкоатлетку Маріон Джонс, яка посіла тоді третє місце, було кваліфіковано, а її результати анульовано. Таким чином, її бронзова медаль перейшла до Тетяни Котової.
Наступний олімпійський цикл спортсменка провела дуже вдало. Їй двічі вдалося стати срібною призеркою чемпіонату світу, перемогти, а також стати другою на чемпіонаті світу в приміщеннях, а також стати чемпіонкою Європи. Котова їхала на Олімпійські ігри в Афіни, у якості однієї з лідерів збірної. Там вона показала один зі своїх найкращих результатів на великих турнірах (7.05 м), але поступилася двом своїм колегам по збірній Тетяні Лебедєвій та Ірині Сімагіній, ставши бронзовою призеркою.
Після цього продовжувала виступати за збірну Росії. Так у 2005 році втретє поспіль стала срібною призеркою чемпіонату світу, у 2006 році стала чемпіонкою світу в приміщенні, а у 2007 році бронзовою призеркою чемпіонату світу. На своїх третіх Олімпійських іграх, що відбувалися у Пекіні, виступила невдало. У кваліфікації вона показала результат 6.57 м, та не зуміла вийти у фінал. Після цього Котова пішла у декретну відпустку та народила сина. Повернулася у 2010 році, виступивши на чемпіонаті Європи, але пройти кваліфікацію у фінал вона не змогла. Після ще кількох невдалих змагань вирішила завершити спортивну кар'єру.
У 2013 році почалося допінгове розслідування по відношенню до спортсменки, у результаті якого вона була дискваліфікована на два роки, починаючи з 29 січня 2013 року. Причиною цього стала позитивна допінг проба, яку Котова здала на чемпіонаті світу 2005 року в Гельсінкі. Усі результати спортсменки, показані в період з 5 серпня 2005 року по 9 серпня 2007 року були анульовані, включаючи срібло чемпіонату світу 2005 року, та золото чемпіонату світу в приміщенні 2006 року.

## Кар'єра
| Рік               | Змагання                         | Місто                      | Місце             | Примітки                 |                   |
| Представник Росія | Представник Росія                | Представник Росія          | Представник Росія | Представник Росія        | Представник Росія |
| ----------------- | -------------------------------- | -------------------------- | ----------------- | ------------------------ | ----------------- |
| 1997              | Чемпіонат Європи серед молоді    | Турку, Фінляндія           | 1                 | 6.57 м (вітер: -1.1 м/с) |                   |
| 1999              | Чемпіонат світу в приміщенні     | Маебасі, Японія            | 1                 | 6.86 м                   |                   |
| 1999              | Чемпіонат світу                  | Севілья, Іспанія           | 13 (кв.)          | 6.62 м                   |                   |
| 2000              | Олімпійські ігри                 | Сідней, Австралія          | 3                 | 6.83 м                   |                   |
| 2001              | Чемпіонат світу в приміщенні     | Лісабон, Португалія        | 2                 | 6.98 м                   |                   |
| 2001              | Чемпіонат світу                  | Едмонтон, Канада           | 2                 | 7.01 м                   |                   |
| 2001              | Ігри доброї волі                 | Брисбен, Австралія         | 3                 | 6.84 м                   |                   |
| 2002              | Чемпіонат Європи                 | Мюнхен, Німеччина          | 1                 | 6.85 м                   |                   |
| 2002              | Фінал Кубка світу IAAF           | Мадрид, Іспанія            | 1                 | 6.85 м                   |                   |
| 2003              | Чемпіонат світу в приміщенні     | Бірмінгем, Велика Британія | 1                 | 6.84 м                   |                   |
| 2003              | Чемпіонат світу                  | Париж, Франція             | 2                 | 6.74 м                   |                   |
| 2003              | Всесвітній легкоатлетичний фінал | Монте-Карло, Монако        | 2                 | 6.92 м                   |                   |
| 2004              | Чемпіонат світу в приміщенні     | Будапешт, Угорщина         | 2                 | 6.93 м                   |                   |
| 2004              | Олімпійські ігри                 | Афіни, Греція              | 3                 | 7.05 м                   |                   |
| 2004              | Всесвітній легкоатлетичний фінал | Монте-Карло, Монако        | 3                 | 6.65 м                   |                   |
| 2005              | Чемпіонат світу                  | Гельсінкі, Фінляндія       | DSQ               | DSQ 6.79 м               |                   |
| 2005              | Всесвітній легкоатлетичний фінал | Монте-Карло, Монако        | DSQ               | DSQ                      |                   |
| 2006              | Чемпіонат світу в приміщенні     | Москва, Росія              | DSQ               | DSQ 7.00 м               |                   |
| 2007              | Чемпіонат світу                  | Осака, Японія              | 3                 | 6.90 м                   |                   |
| 2008              | Олімпійські ігри                 | Пекін, Китай               | 13 (кв.)          | 6.57 м                   |                   |
| 2010              | Чемпіонат Європи                 | Барселона, Іспанія         | 18 (кв.)          | 6.48 м                   |                   |